# Robin Weaver
Robin Weaver (nacida en abril de 1970) es una actriz inglesa, conocida por interpretar los papeles de Clara en The Muppet Christmas Carol y el personaje recurrente Pamela Cooper en la comedia E4 The Inbetweeners y sus largometrajes, The Inbetweeners Movie y The Inbetweeners 2. También ha aparecido en varios comercial de televisión.

## Filmografía seleccionada
- Somewhere to Run (1989)
- The Woman in Black (1989)
- The Muppet Christmas Carol (1992)
- The Catherine Tate Show (2005)
- Peter Pan de rojo escarlata (Radio, 2006)
- The Inbetweeners (serie de televisión, 2008–2010)
- The Inbetweeners Movie (2011)
- The Inbetweeners 2 (2014)
- Black Mirror (2014); especial de larga duración "Blanca Navidad"